# Vareš Majdan
Vareš Majdan (en cyrillique : Вареш Мајдан) est un village de Bosnie-Herzégovine. Il est situé dans la municipalité de Vareš, dans le canton de Zenica-Doboj et dans la fédération de Bosnie-et-Herzégovine. Selon les premiers résultats du recensement bosnien de 2013, il compte 1 141 habitants.
Avant 1991, le village était rattaché à Vareš ; depuis 1991, il est recensé comme une entité administrative à part entière.

## Géographie
Le village est situé au bord de la rivière Stavnja, un affluent droit de la Bosna.

## Histoire
La cité minière de Majdan est inscrite sur la liste des monuments nationaux de Bosnie-Herzégovine.

## Démographie

### Évolution historique de la population dans la localité
| 1948 | 1953 | 1961 | 1971 | 1981 | 1991  | 2013  |
| ---- | ---- | ---- | ---- | ---- | ----- | ----- |
| -    | -    | -    | -    | -    | 3 162 | 1 141 |

|  |

### Communauté locale
En 1991, la communauté locale de Vareš Majdan comptait 3 381 habitants, répartis de la manière suivante :